# Vierde nota ruimtelijke ordening
De Vierde Nota over de Ruimtelijke Ordening, later ook wel VINO genoemd (1988) is de vierde in de reeks rijksnota's over het Nederlandse naoorlogse ruimtelijk beleid. In deze nota verruilde het ministerie van VROM het streven naar regionale gelijkheid (spreidingsbeleid) voor het principe 'regio’s op eigen kracht' (concurrentie). Ook is er in de nota aandacht voor internationalisering en de gevolgen daarvan voor de ruimtelijke ontwikkeling. De internationale concurrentiepositie van vooral de Randstad was een belangrijk thema: Nederland distributieland vergt versterking van de mainports. Nadat door de komst van een nieuw kabinet vertraging is ontstaan, worden nieuwe ambities geformuleerd. De VINO werd VINEX, de Vierde Nota Ruimtelijke Ordening Extra (1991). In de VINEX werden van rijkswege locaties aangewezen voor nieuwe grootschalige woningbouw.